# 錫阿贊
41°04′34″N 49°06′50″E / 41.07611°N 49.11389°E

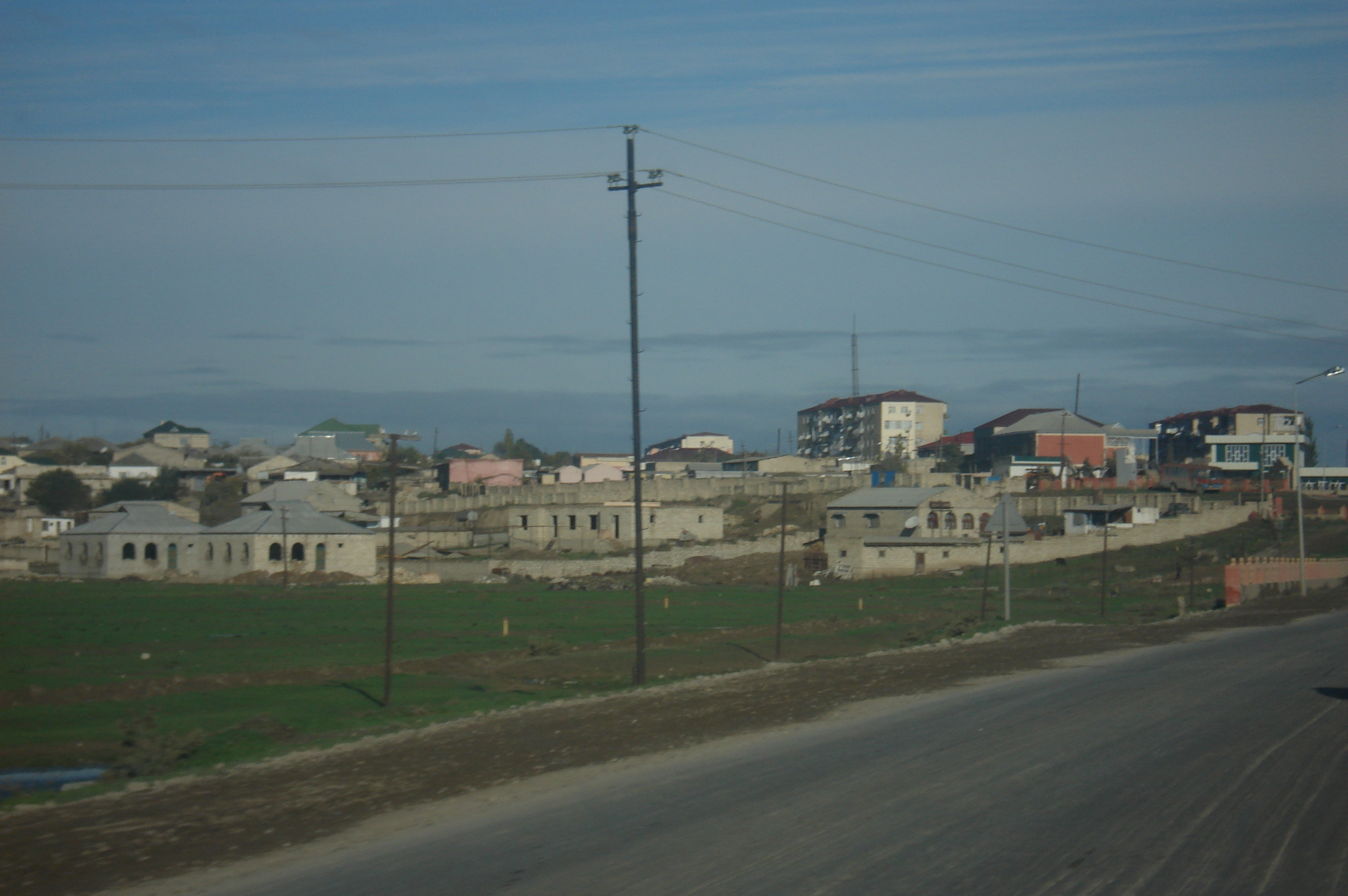
錫阿贊

錫阿贊是阿塞拜疆的城鎮，也是錫阿贊區的首府，位於該國東北部，面積759平方公里，2010年人口24,900。2000年11月25日，該鎮發生黎克特制6.3級地震。